# Specjalizacja gospodarstwa rolnego
Jeżeli edytujesz kod źródłowy, to aby uzyskać taki efekt: teoria, elektronem, Witolda Gombrowicza – twórz linki według składni: [[teoria]], [[elektron]]em, [[Witold Gombrowicz|Witolda Gombrowicza]].

Specjalizacja gospodarstwa rolnego – polega na ograniczeniu lub eliminacji z produkcji niektórych gałęzi (produktów) i ukierunkowaniu gospodarstwa na wytwarzaniu jednej, bądź niewielu gałęzi (produktów). Im bardziej wyspecjalizowane gospodarstwo, tym mniej produktów wytwarza, a wytwarzanie tylko jednego produktu oznacza pełną specjalizację.

## Cele specjalizacji gospodarstw rolnych
Celem specjalizacji gospodarstwach rolnych jest poprawa opłacalności wytwarzania poprzez dopasowywanie struktur produkcji do potrzeb rynku rolnego. Ponadto celem specjalizacji jest skoncentrowanie produkcję na wybranej gałęzi produkcji, poprzez właściwe wykorzystania potencjału produkcyjnego. Występujące czynniki produkcji w postaci ziemi, kapitału i pracy dzięki specjalizacji pozwalają na obniżenia kosztów produkcji, poprawę efektywności ekonomicznej, wprowadzenie postępu rolniczego oraz obniżenie nakładów pracy. 

### Regulacje prawne związane ze specjalizacja gospodarstw rolnych
Według uchwały Rady Ministrów z 1976 r. za specjalistyczne gospodarstwo rolne uważano gospodarstwo, które uzyskiwało produkcję towarową z jednego kierunku produkcji rolnej w określonych rozmiarach. Warunkiem było, aby na podstawie umów wieloletnich wytworzone produkty zbywano jednostkom gospodarki uspołecznionej.   
Zarządzeniem Ministra Rolnictwa i Finansów z 1976 r. doprecyzowano pojęcie gospodarstwo specjalistyczne. Za takie uznano w sytuacji, gdy
- posiada plan przekształcenia produkcji wielokierunkowej w produkcję specjalistyczną,
- spełnia warunki określone w przepisach oraz posiada określony termin spełniania tych warunków, -
- zawiera wieloletnie umowy na dostarczanie produktów rolnych stanowiących przedmiot specjalizacji, w tym umowy kontraktacyjne lub kooperacyjne.

Plan przekształceniowy powinien określać:
- obszar gruntów indywidualnego gospodarstwa rolnego, -
- wielkość i termin osiągnięcia produkcji roślinnej lub zwierzęcej stanowiącej przedmiot specjalizacji,
- pokrycie potrzeb paszowych, głównie z produkcji własnej.

W załączniku do omawianego zarządzenia wymieniono warunki zaliczania gospodarstw indywidualnych do gospodarstw specjalistycznych, w tym docelową powierzchnię upraw, będących przedmiotem specjalizacji. Przykładowo przy roślinach oleistych gospodarstwo powinno uprawiać na powierzchni 3 ha, zaś w strukturze zasiewów powinno stanowić 30%. Dla ziemniaków odpowiednio 2 ha i 25%, zaś dla kukurydzy na ziarno 3 ha i 35% powierzchni zasiewów.
Gospodarstwo specjalistyczne uzyskiwały dostęp do kredytów inwestycyjnych, które były udzielane na okres spłaty do 30 lat, z karencją do 5 lat. Dodatkowo przysługiwało umorzenie kredytów pod warunkiem, pełnej realizacji inwestycji i dostarczenia produktów rolnych jednostkom gospodarki uspołecznionej.

### Nowe regulacje prawne funkcjonowania gospodarstw specjalistycznych
Według uchwały Rady Ministrów z 1978 r. za gospodarstwo specjalistyczne uważano takie:
- dla którego opracowano plan specjalistycznej produkcji rolnej, -
- którego posiadacz dostarcza jednostkom gospodarki uspołecznionej na podstawie wieloletnich umów produkty rolne określone w załączniku.

Naczelnik gminy prowadził rejestr gospodarstw specjalistycznych, zaś posiadacz takiego gospodarstwa otrzymywał kartę gospodarstwa specjalistycznego.
Właściciel gospodarstwa specjalistycznego zobowiązany był do sporządzenia planu, który obejmował:
- obszar gruntów specjalistycznego gospodarstwa rolnego,.
- ilość produktów roślinnych lub zwierzęcych stanowiących przedmiot specjalizacji i terminy ich dostarczenie jednostkom gospodarki uspołecznionej,
- pokrycie potrzeb paszowych, głównie z produkcji własnej,
- podstawowe środki produkcji, maszyny, urządzenia oraz materiały budowlane.

W załączniku do uchwały w sposób odmienny określono kryteria bycia gospodarstwem specjalistycznym. Za takie uważano, gdy minimum produktów roślinnych z ha gruntów ornych stanowiła:
- w przypadku ziemniaków przemysłowych minimum wynosiło 42 q/ha, zaś łącznie gospodarstwo musiało dostarczyć 300 q,
- w przypadku buraków cukrowych plony musiały wynosić 45 q/ha, łącznie natomiast 600 q,
- w przypadku tytoniu, roślin włóknistych i ziół zasiewy musiały objąć 15% powierzchni zasiewów.

Minimum produktów zwierzęcych dla gospodarstw specjalistycznych przyjęto:
- w przypadku bydła mlecznego (mleko) rolnik powinien uzyskać 3 000 l mleka z 1 ha, łącznie z całego gospodarstwa 18 000 l,
- w przypadku trzody chlewnej należało uzyskać 800 kg w przeliczeniu na 1 ha, łącznie natomiast dostarczyć z gospodarstwa 4000 kg.

Posiadaczom specjalistycznych gospodarstw rolnych przysługiwało pierwszeństwo w korzystaniu z pomocy kredytowej państwa na cele inwestycyjne i produkcyjne. Ponadto przysługiwało z tytułu kosztów inwestycyjnych umorzenia:
- kredytu inwestycyjnego,
- podatku gruntowego pobieranego przy zastosowaniu stawek procentowych,
- opłat – melioracyjnej, elektryfikacyjnej i za budowę urządzeń zaopatrzenia w wodę.